# Anthony Obame
Anthony Obame Mylann (* 10. září 1988 Libreville) je gabonský taekwondista, soutěžící v nejtěžší váhové kategorii. Taekwondo začal praktikovat v rodném Libreville ve věku šesti let. Připravuje se v pařížském INSEPu, jeho trenérem je Španěl Juan Antonio Ramos, bývalý mistr světa. Na Letních olympijských hrách 2012 v Londýně vybojoval pro svou zemi první olympijskou medaili v historii, když postoupil do finále, kde ho Ital Carlo Molfetta porazil až díky výroku rozhodčích. Na mistrovství světa v taekwondu 2013 v Pueble vyhrál kategorii nad 87 kg, v roce 2014 získal titul mistra Afriky, na MS 2015 byl třetí. Na olympiádě 2016 byl vlajkonošem gabonské výpravy, v soutěži taekwondistů nad 80 kg ho v prvním kole vyřadil Brit Mahama Cho. Na MS 2017 obhájil bronzovou medaili. Jeho bilance v mistrovských zápasech je 50 vítězství v 76 utkáních.